# 2014 SN403
2014 SN403 est un objet transneptunien faisant partie des objets épars avec un diamètre estimé à environ 200 km.